# 船帆座KL
船帆座KL，又名CD-43 5041，HD 79416、SAO 220952、HR 3661，是船帆座的一颗恒星，视星等为5.57，位于銀經266.63，銀緯3.3，其B1900.0坐标为赤經9h 8m 48.5s，赤緯-43° 3.3′ 7″。